# 野口昌三
野口 昌三（のぐち しょうぞう、1930年5月31日 - 2017年4月14日）は、佐賀県出身の日本のバスケットボール選手。

## 人物
旧制佐賀中学（佐賀西高校）在学中に学徒動員される。終戦後米軍に接収された学校の体育館でバスケットボールを楽しむ米軍兵を見て競技を始め、学制改革により佐賀第一高校（翌年佐賀高校に改称）となった母校に3年生として編入すると第3回国民体育大会高校の部で準優勝。進学した東京教育大学（現・筑波大学）では吉井四郎の指導を受け、主将として臨んだ４年次に関東大学選手権、関東大学リーグ戦、インカレの３冠を制し、全日本選手権大会では大学チームを準優勝に導いた。
卒業後の1954年、バスケットボールの縁で田辺製薬に入社。近畿総合選手権の優勝や大阪代表として国体一般の部で2年連続優勝に貢献したほか、日本代表に選出されマニラで開催されたアジア大会に糸山隆司らと共に出場し銅メダルを獲得した。後にオリンピック2大会に出場した糸山は高校・大学と野口の後輩であり、糸山と同期の従野明宏は「糸山は野口を慕って東京教育大学に進学したようだ」と述べている。
競技の一線を退いてからは関東実業団連盟、日本実業団連盟、関東大学連盟、日本学生連盟などの役員や筑波大学OB会の会長を歴任。特に1976年に関東学生連盟から10校が離脱し東京10大学連盟を組織して別の学生リーグを始めた際には各校との話し合いを進め1982年の統合・一本化に尽力した。
2017年死去。享年86歳。

## 議論を呼んだプレー
30秒ルール制定前の1956年、全日本実業団選手権大会準々決勝の日本鋼管戦で、当時最強を誇った日本鋼管に対し延々とドリブルを続けて徹底的にボールを渡さない戦術をとった。あまりにも長くドリブルを続けたため、コートに腰を下ろして休む選手まで現れた。最終的には39対33で日本鋼管が勝利したが当時としても異例のロースコアゲームだった。試合後は「それらのプレーについては、いろいろと批判を受けたので反省している」と語っている。

## 日本代表歴
- 1954アジア大会